# 祇園のゲイシャ弁護士シリーズ
『祇園のゲイシャ弁護士シリーズ』（ぎおんのゲイシャべんごしシリーズ）は、1988年から1989年にテレビ朝日系「火曜スーパーワイド」で放送されたテレビドラマシリーズ。全2回。主演は小柳ルミ子、多岐川裕美。

## キャスト

### 主要人物
藤波静香
演 - 小柳ルミ子（第1作） → 多岐川裕美（第2作）
弁護士。
豆菊
演 - 守谷佳央理（第2作） ← 守谷香（第1作）
扇屋の舞妓。
藤波江里子
演 - 春川ますみ（第1作） → 桜町弘子（第2作）
静香の母親。扇屋の女将。
冬木多喜男
演 - 原田大二郎（第1作） → 古尾谷雅人（第2作）
静香の恋人。スポーツライター。

### ゲスト
第1作『莫大な遺産はどちらへ! 夫が先か? 妻が先か?』（1988年）
- 植西進（弁護士事務所の事務員） - 山内としお
- 八木久之介（津田の弁護士） - 加藤和夫
- 津田浅雄（不動産屋経営者） - 河原さぶ
- 和歌子 - 斉藤絵里
- 奥野早織 - 唐沢美香
- 柴田正義（弁護士・静香の同僚） - 中島久之
- 大竹修造、石浜祐次郎、明日香尚、宮田圭子、中西宣夫、生駒恭明、溝田繁、紅萬子、東田達夫、はりた照久、岡村嘉隆、桂春之助、恋塚ゆうき、平井靖、利倉亮、布目真爾、三星登史子、朝日完記、駒田真紀、ホープ豊

第2作『女子ランナーのドーピング事件 もと亭主VS.今の恋人』（1989年）
- 城崎慎介（静香の離婚した元夫） - 村上弘明
- 遠山（町村スポーツ宣伝部長） - 高峰圭二
- 町村（町村スポーツ社長） - 南原宏治
- 西川弘志、伊東真由美、池田純子、井上ユカリ、中村銀次、三浦徳子、青田啓文、北見唯一、松田明、楠年明、岡村嘉隆、はりた照久、中嶋俊一、田島良一、柳川昌和、田中義章、松尾勝人、上田恵子、北島佐和子、三星登史子、片山早苗、田中宏美、中研一、長瀬優也、矢下田智和、国本政守、上尾元伸、三戸詞介

## スタッフ
- 原作 - 和久峻三
- 脚本 - 中村勝行、保利吉紀
- 監督 - 水川淳三
- 制作 - 朝日放送テレビ、松竹株式会社

## 放送日程
| 話数 | 放送日        | サブタイトル                                     | 原作                           | 脚本     | 演出     |
| ---- | ------------- | ------------------------------------------------ | ------------------------------ | -------- | -------- |
| 1    | 1988年6月28日 | 莫大な遺産はどちらへ! 夫が先か? 妻が先か?        | 『時の魔法』                   | 中村勝行 | 水川淳三 |
| 2    | 1989年8月29日 | 女子ランナーのドーピング事件 もと亭主VS.今の恋人 | 『マイナス百九十六度の相続人』 | 保利吉紀 | 水川淳三 |